# Боливийско-мексиканские отношения
Боливийско-мексиканские отношения — двусторонние дипломатические отношения между Боливией и Мексикой.

## История
До начала XIX века обе страны были частью Испанской империи. Мексика была частью Вице-королевства Новая Испания, в то время как Боливия была сначала частью Вице-королевства Перу, а затем в 1776 году стала частью Рио-де-ла-Плата. Вскоре после обретения независимости государства установили дипломатические отношения. В 1831 году Мексика направила своего первого посла в Боливию, резиденция которого находилась в аргентинском Буэнос-Айресе. В сентябре 1902 года в Ла-Пасе было открыто первое генеральное консульство Мексики в Боливии. В 1934 году Боливия открыла свою первую дипломатическую миссию в Мехико. В феврале 1939 года дипломатические представительства этих стран были преобразованы в посольства.
В 1964—1982 годах Боливией управляла военная хунта. В этот период времени дипломатические отношения между Боливией и Мексикой стали напряжёнными. Между 1967 и 1980 годами посольство Мексики в Ла-Пасе предоставило убежище 260 гражданам Боливии. Одним из наиболее известных беженцев стал Антонио Аргедас Мендьета, бывший министр внутренних дел, которого в 1968 году правительство президента Рене Баррьентоса объявило агентом ЦРУ. В июле 1969 года Аргедас Мендьета нашел убежище в посольстве Мексики, где он оставался до мая 1970 года, когда ему было предоставлено право на выезд из Боливии в Мексику.
В 1960 году президент Мексики Адольфо Лопес Матеос планировал посетить Боливию, однако его визит был отменён по форс-мажорным обстоятельствам. В 1990 году президент Карлос Салинас де Гортари стал первым мексиканским главой государства, который посетил с официальным визитом Боливию.

## Торговля
В сентябре 1994 года между странами было подписано соглашение о свободной торговле. В январе 1995 года соглашение вступило в силу и товарооборот между двумя странами увеличился на 266 %. В 2014 году двусторонняя торговля между Боливией и Мексикой составила сумму 252 млн. долларов США. В июне 2010 года президент Боливии Эво Моралес расторгнул соглашение о свободной торговле с Мексикой.